# Amagi-san
Amagi-san (japonsky 天城山, 1406 m n. m.), nebo též Amagi-renzan (天城連山) je neaktivní vulkanický hřeben, který se nachází na východě poloostrova Izu v prefektuře Šizuoka na japonském ostrově Honšú. Odděluje od sebe města Izu (na severu) a Higaši Izu (na jihu).
Tři nejvyšší vrcholy Amagi-san jsou:
- Bansaburódake (万三郎岳, 1406 m n. m.)
- Bandžiródake (万二郎岳, 1300 m n. m.)
- Tógasajama (遠笠山, 1197 m n. m.)

Sopka byla nejaktivnější ve středním pleistocénu a k poslední erupci došlo nejpozději před 0,2 Ma.
Vrcholy Amagi-san jsou schůdné po horských cestách. Rostou tu rododendrony, pieris japonská, stevarcie jednobratrá a buk japonský.